# Vauxhall Belmont

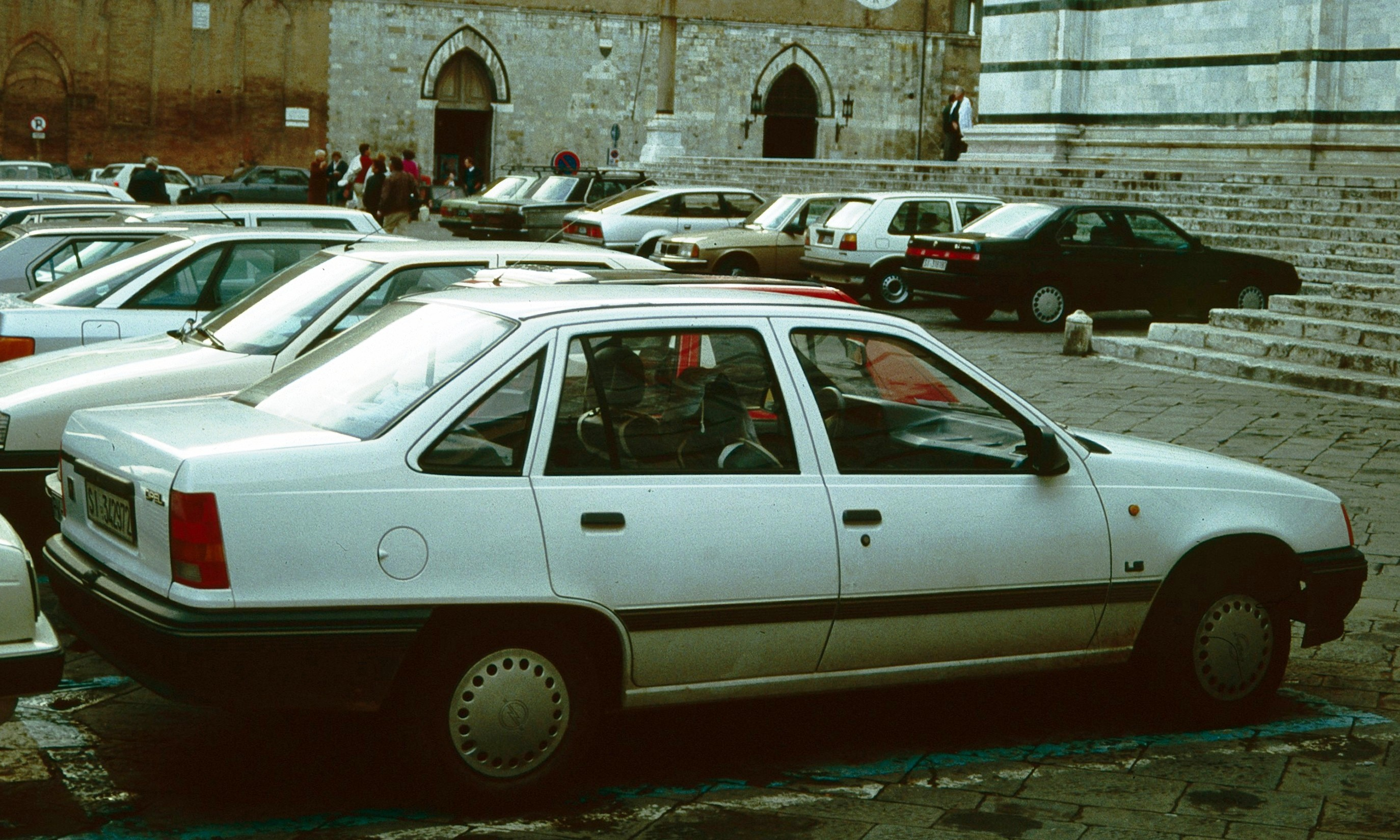
Opel Kadett (1984—1991) — прародитель Vauxhall Belmont

Vauxhall Belmont — седан, продававшийся с января 1986 по сентябрь 1991 года подразделением Vauxhall компании General Motors.

## Описание
Впервые Vauxhall Belmont был представлен в сентябре 1985 года. Представляет собой модернизацию Opel Kadett E. Другие типы кузова продавались в Великобритании под названием Vauxhall Astra. По сравнению с другими конкурентами, Vauxhall Belmont имеет крупный багажник.
Продажи Vauxhall Belmont начались в январе 1986 года. В Европе автомобиль назывался Opel Kadett, а в Южной Африке — Opel Monza. Предшественником являлся Opel Ascona.
В сентябре 1991 года Vauxhall Belmont был снят с производства.

## Преемники

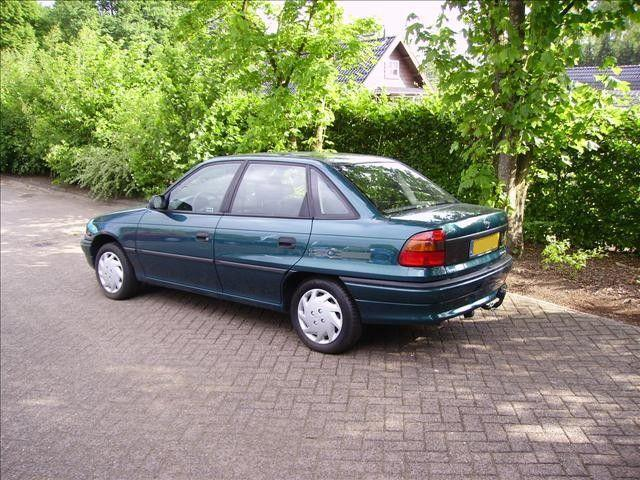
Opel Astra F (1991—1998)
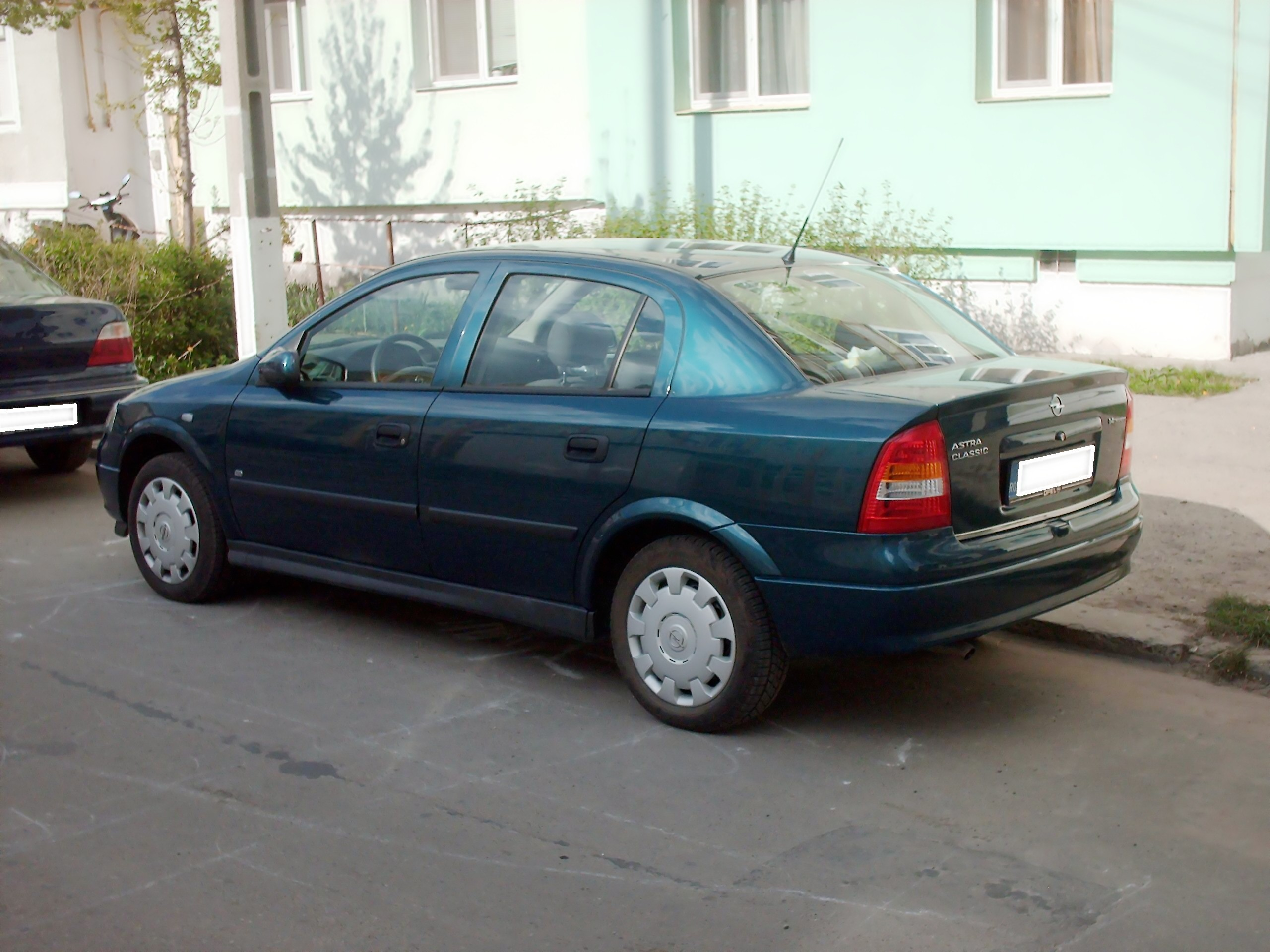
Opel Astra G (1998—2004)